# جیمز درگان
جیمز درگان (انگلیسی: James Dargan; ۲۸ اوت ۱۹۰۶ – مه ۱۹۸۵ (aged 78)) بازیکن فوتبال اهل بریتانیا بود.
از باشگاه‌هایی که در آن بازی کرده‌است می‌توان به باشگاه فوتبال کلیترو، باشگاه فوتبال مورکم، باشگاه فوتبال بارنولدزویک، باشگاه فوتبال نلسون، و باشگاه فوتبال نورتویچ ویکتوریا اشاره کرد.